# Baranzate
Baranzate es un municipio italiano situado en la ciudad metropolitana de Milán, en Lombardía. Tiene una población estimada, a fines de octubre de 2023, de 11 828 habitantes.

## Historia
Hasta el año 2001 Baranzate era una frazione del municipio de Bollate. Fue establecido como municipio en noviembre de ese año merced a una ley regional. Sin embargo, en 2003 esta ley fue declarada inconstitucional por la Corte Constitucional italiana y el efímero municipio volvió a ser una frazione de Bollate. En mayo de 2004, una nueva ley regional restableció el municipio de Baranzate.